# SC 50
Con la denominazione SC 50 veniva indicata una famiglia di bombe a caduta libera progettate per essere impiegate da parte della Luftwaffe nella seconda guerra mondiale. Erano le bombe da 50 kg di dotazione agli aerei da bombardamento della Germania nazista ed erano disponibili in diverse varianti in funzione del materiale di realizzazione o di accorgimenti per l'utilizzo.
Appartenevano alla famiglia di bombe d'aereo "SC", dal tedesco Sprengbombe Cylindrisch - (bomba detonante cilindrica).

## Lista di bombe tipo SC
| Nome               | peso(kg)      | diametro (mm) | lunghezza (mm) | lunghezza del corpo bomba (mm) | esplosivo (kg) |
| ------------------ | ------------- | ------------- | -------------- | ------------------------------ | -------------- |
| SC 50              | 50 (+/- 4)    | 200           | 1100           | 766                            | 25             |
| SC 100 it          | 100           |               |                |                                | 47–50          |
| SC 250             | 250 (+/- 12)  | 368           | 1640           | 1173                           | 125            |
| SC 500             | 500 (+/- 20)  | 470           | 2010           | 1432                           | 260            |
| SC 500 J           | 500           | 470           | 1975           |                                | 245            |
| SC 1000 "Herrmann" | 1027 (+/- 34) | 654           | 2580           | 1678                           | 530–590        |
| SC 1200            | 1117          | 650           | 2781           | 1905                           | 631            |
| SC 1800 "Satan"    | 1832 (+/- 65) | 660           | 3500           | 2674                           | 1000–1100      |
| SC 2000            | 2000          | 660           | 3500           |                                | 1200           |
| SC 2500 "Max"      | 2450          | 829           | 3895           |                                | 1700           |